# Caracal (género)
Caracal é um género de felinos, encontrados na África, e na Ásia. O gato-dourado-africano estava antigamente incluído no género Profelis, mas estudos revelaram que está mais perto do caracal.

## Espécies
- Caracal caracal, Caracal
- Caracal aurata, Gato-dourado-africano